# Karborundum
Karborundum je obchodní název pro karbid křemíku  (křemíkový korund, podle tvrdosti), případně výrobky z něj, připravené lisováním za tepla, reakčním spékáním, nebo spékáním bez použití tlaku. 
Patří do skupiny technické keramiky.
Karbid křemíku, připravený lisováním za tepla při vysoké teplotě a tlaku (teplota 2 000 °C, tlak 35 MPa) se vyznačuje vysokou hustotou a pevností, a nelehkými možnostmi dalšího opracování a tvarování. Tento problém vedl k vývoji SiC připraveného reakčním spékáním. Velkou výhodou tohoto zpracovatelského postupu jsou malé rozměrové změny po dobu procesu. Reakčně spékaný SiC se nejčastěji získává ze směsi SiC, grafitového prášku a křemíku. Křemík, který je po dobu spékání tekutý, reaguje s grafitovým práškem a vytváří sklovitou fázi SiC, působící jako pojivo. Po zpracování obsahuje materiál obvykle 10–15 % zbytkového křemíku. Spékaný SiC bez použití tlaku je připravován spékáním prášku SiC s přídavkem bóru, uhlíku nebo hliníku.

## Použití
- Brusný materiál – brusivo
- Hodinová ložiska
- Elektrický izolant
- Ochranné destičky pro raketoplány (zesílené uhlíkovými vlákny)